# 瓦雷耶 (约讷省)
瓦雷耶（法語：Vareilles，法語發音：[vaʁɛj]）是法国勃艮第-弗朗什-孔泰大区约讷省的一个旧市镇，属于桑斯区。2016年，瓦雷耶与临近的2个市镇合并为新市镇莱瓦莱德拉瓦讷。

## 地理
瓦雷耶（48°10'29"N, 3°28'18"E）面积10.41 平方千米，位于法国勃艮第-弗朗什-孔泰大區约讷省，该省份为法国中北部内陆省份，西接卢瓦雷省，西北接塞纳-马恩省，南至涅夫勒省，东临科多尔省，东北与奥布省接壤。
与瓦雷耶接壤的市镇（或旧市镇、城区）包括：希日、瑟里谢、瓦讷河桥村、莱谢日、莱瓦莱德拉瓦讷、沃德尔。

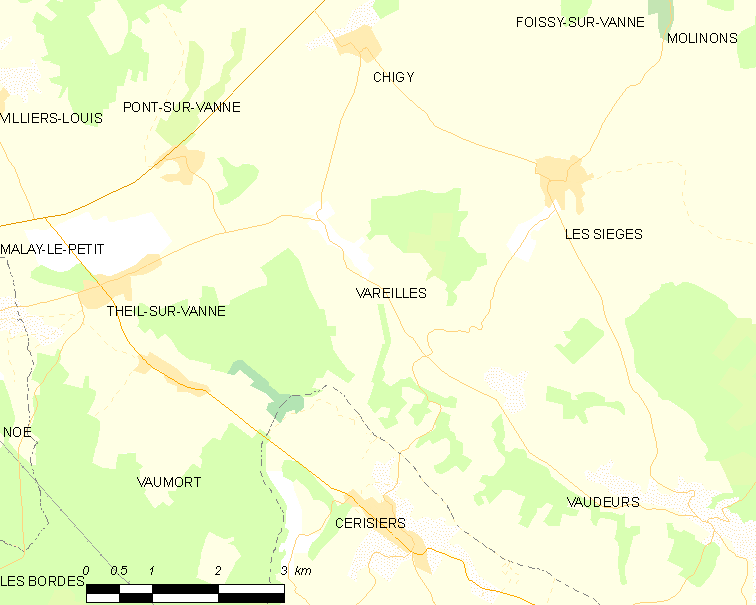
的OSM定位图

瓦雷耶的时区为UTC+01:00、UTC+02:00（夏令时）。

## 行政
瓦雷耶的邮政编码为89760，INSEE市镇编码为89429。

## 政治
瓦雷耶所属的省级选区为阿尔芒松河畔布列农县。

## 人口

1962-2008年间人口变化图示

瓦雷耶于2018年1月1日时的人口数量为236人。